# El baile de los pajaritos

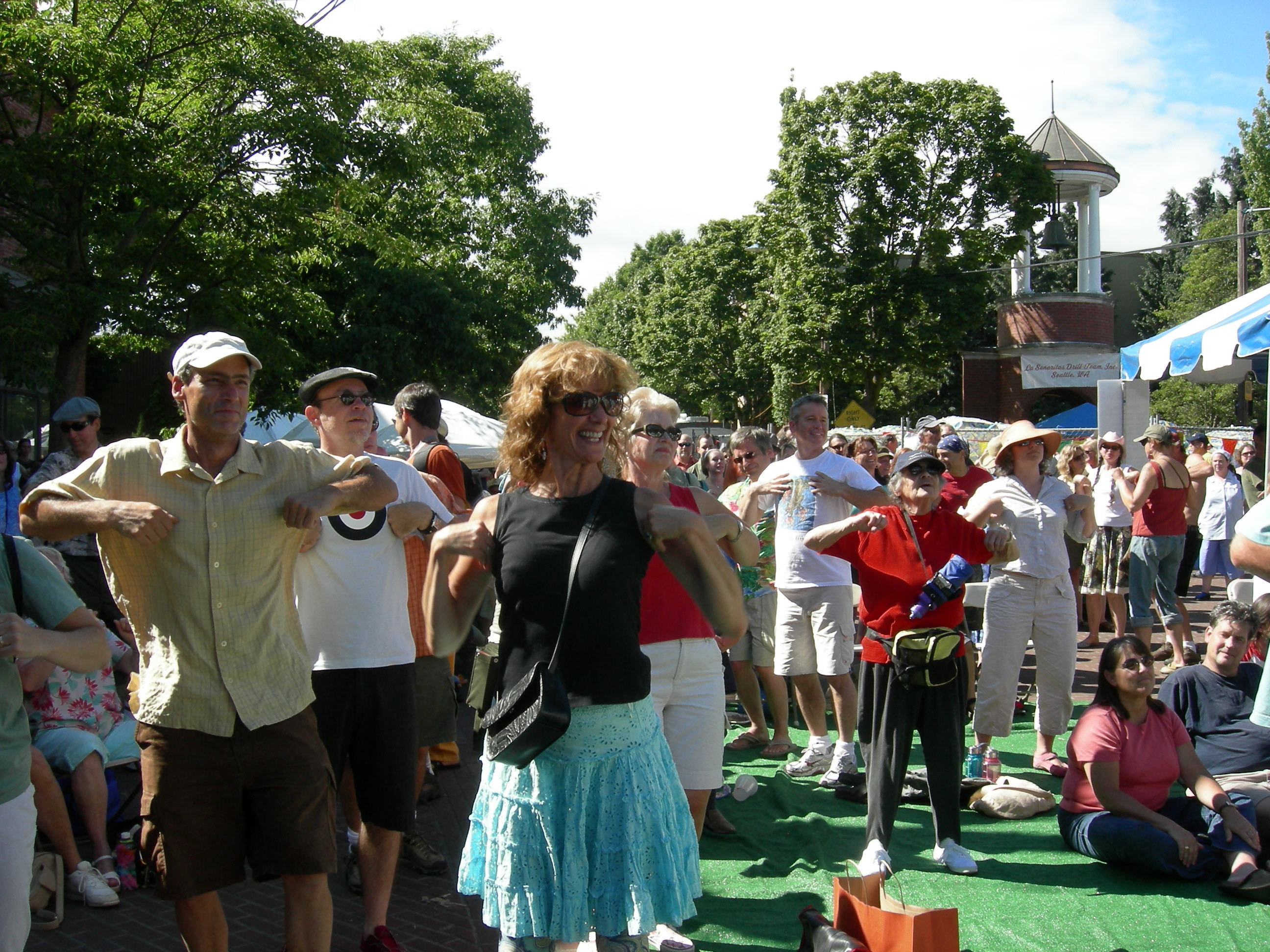
Coreografía de El baile de los pajaritos

El baile de los pajaritos es una canción compuesta por el suizo Werner Thomas en 1957 con el título de Der Ententanz (El baile del pato), y más tarde Der Vogeltanz (literalmente El baile de los pajaritos).

## Historia
El autor interpretaba el tema al acordeón en restaurantes y hoteles de la localidad de Davos, animando a la audiencia a seguir la coreografía que él mismo había ideado. En 1970 el productor belga Louis van Rijmenant lo publicó por primera vez bajo el título Tchip-Tchip por el grupo creado al efecto Cash & Carry. 
En 1980 en los Países Bajos se lanzó con éxito una versión instrumental del tema por la banda De Electronica's con el título De Vogeltjesdans, que fue un gran éxito. 
En francés, el productor Marcel De Keukeleire preparó una versión cantada con letra de Eric Genty y voz de J. J. Lionel, que se publicó en 1980 con el título de La Danse des canards. El éxito fue rotundo, no solo por la propia melodía sino por la letra pegadiza y la coreografía. Se trata del tema en francés más vendido en Francia en la década de 1980. Fue número uno en Francia entre el 30 de octubre y el 4 de diciembre de 1981.
En 1981 el productor Henry Hadaway publicó una versión instrumental en Estados Unidos, que alcanzó el número 2 en las listas de los temas más vendidos en octubre de 1981.
Llegó a España también en 1981 de la mano de la acordeonista María Jesús, que igualmente incorporó letra en lengua castellana, con el título de El baile de los pajaritos. El tema se convirtió en un auténtico fenómeno social en la España del momento, alcanzando el número uno de Los 40 Principales la semana del 17 de octubre de 1981. Se llegó incluso a grabar una película titulada Los Pajaritos y protagonizada por María Jesús. Fue también versionada por la banda infantil Parchís. 
La versión en italiano (Il ballo del qua qua) fue interpretada por Romina Power y se publicó en 1981.
En Perú, salió al mercado el segundo disco sencillo de 45 rpm editado por la animadora infantil Yola Polastri en 1981, en el que incluía su propia versión. 
En Argentina, la banda de cumbia villera "La Liga" hizo una canción llamada 'Pajarito' con el ritmo de la original.
En la película Discordias a la Carta (título original Grumpier Old Men), año 1995, del director Howard Deutch, una banda de música alemana toca la canción en una fiesta, y los asistentes la bailan.
En la película Eternamente comprometidos (The Five-Year Engagement originalmente en inglés), año 2012, del director Nicholas Stoller, tiene una breve aparición la música pero sin letra, donde los actores bailan al son de los músicos.

## Versiones
- Alemán: Der Ententanz
- Búlgaro: Патешкият танц
- Checo: Ptačí tanec
- Esloveno: Račke
- Español: El baile de los pajaritos
- Estonio: Tibutants
- Finés: Tiputanssi
- Francés: La Danse des canards
- Griego: Ta papakya stee seera
- Hebreo: ריקוד הציפורים (Rikud Ha'Tsiporim)
- Húngaro: Kacsatánc
- Inglés: Birdie Song (GB) / Chicken Dance (USA)
- Islandés: Fugladansinn
- Italiano: Il ballo del qua qua
- Japonés: Okashii Tori
- Neerlandés: De Vogeltjesdans
- Noruego: Fugledansen
- Polaco: Kaczuchy (Duckies)
- Portugués: Baile dos passarinhos
- Rumano: O rățușcă stă pe lac
- Ruso: Танец маленьких утят
- Sueco: Fågeldansen